# 施術所
施術所（しじゅつしょ）とは、あん摩マッサージ指圧師、はり師、きゅう師または柔道整復師が施術を行うための施設。一般には鍼灸院、接骨院・整骨院などの名称で呼ばれることが多い。～～治療院、～～治療所、～～科など医療機関と紛らわしい名称は認められない。

鍼灸マッサージ師などの免許を取得しても、「開業」をするためには、地区の保健所に「施術所の開設届け」を開設後10日以内に届出をする必要がある。施術所の条件として、待合室（3.3m2以上）や施術室（6.6m2以上）の広さ、治療室の窓（床面積の7分の1以上）の大きさ、消毒設備などの諸条件を満たしているほか、施術に用いる器具・手指などの消毒設備が設置されているかなどがチェックされる。
施術所の開設届けなしに、それと紛らわしいものを開業したり、施術所で免許のない人が施術行為を行うと、法令違反で罰せられることがある。